# Fugida del cinema "Llibertat"
Ucieczka z kina "Wolność"  (polonès: Fugida del cinema "Llibertat") és una pel·lícula dramàtica polonesa de 1990 dirigida per Wojciech Marczewski . Es va projectar a la secció Un Certain Regard al 44è Festival Internacional de Cinema de Canes. Ha estat subtitulada en català.

## Argument
A Polònia prop de la fi del comunisme, la censura i els funcionaris del Partit entren en diàleg amb els personatges presents a la pantalla del cinema Llibertat, sobretot en escenes de La rosa porpra del Caire de Woody Allen, on un personatge surt de la pantalla per entrar a la sala. Estem en una construcció multinivell de pel·lícules dins del film... i de relacions entre espectadors (simples o amb paper de censura) amb una obra cinematogràfica.

## Repartiment
- Janusz Gajos - El Censor
- Zbigniew Zamachowski - Censor adjunt
- Teresa Marczewska - Malgorzata
- Władysław Kowalski - Professor
- Piotr Fronczewski - Secretari del Partit
- Jerzy Bińczycki - Director de cinema
- Michał Bajor - Crític de cinema
- Krzysztof Wakulinski - El marit de Malgorzata
- Artur Barciś - Projeccionista
- Ewa Wiśniewska - L'exdona del censor
- Monika Bolly - Filla del censor
- Maciej Kozłowski - Actor nord-americà
- Jan Peszek - Personatge tallat de la pel·lícula
- Aleksander Bednarz - Edward

## Premis
- Gran prremi del Festival internacional de cinema fantàstic d'Avoriaz de 1992